# Euscelidia natalensis
Euscelidia natalensis là một loài ruồi trong họ Asilidae. Euscelidia natalensis được Dikow miêu tả năm 2003. Loài này phân bố ở vùng nhiệt đới châu Phi.